# Victor Amaya
Victor Amaya (Denver, 2 luglio 1954) è un ex tennista statunitense.

## Carriera
Tennista dotato di un ottimo servizio, grazie anche agli oltre due metri d'altezza, ha raggiunto la top-20 mondiale sia nel singolare che nel doppio.
Il risultato più importante in carriera è stata la vittoria del Roland Garros 1980 insieme ad Hank Pfister sui più quotati Brian Gottfried e Raúl Ramírez.
In singolare si è avventurato fino alla semifinale dell'Australian Open 1979 dove si arrese al futuro campione Guillermo Vilas. Durante il Torneo di Wimbledon 1978 si è reso protagonista di un match memorabile contro Björn Borg, lo svedese già campione nei due anni precedenti è andato sotto di due set a uno rischiando di uscire al primo turno per poi recuperare e vincere in cinque set.
Si ritira nel 1984 chiudendo la carriera con tre vittorie in singolare su otto finali e sette vittorie sulle quattordici finali raggiunte nel doppio maschile.

## Statistiche

### Singolare

#### Vittorie (3)
| Numero | Anno | Torneo                                     | Superficie | Avversario in finale | Punteggio     |
| 1.     | 1977 | Brisbane International, Adelaide           | Erba       | Brian Teacher        | 6–1, 6–4      |
| 2.     | 1979 | Surrey Grass Court Championships, Surbiton | Erba       | Mark Edmondson       | 6–4, 7–5      |
| 3.     | 1980 | Washington Indoor, Washington              | Sintetico  | Ivan Lendl           | 6–7, 6–4, 7–5 |

### Doppio

#### Vittorie (7)
| Numero | Data | Torneo                          | Superficie  | Compagno      | Avversari in finale            | Punteggio          |
| 1.     | 1980 | Open di Francia, Parigi         | Terra rossa | Hank Pfister  | Brian Gottfried Raúl Ramírez   | 1–6, 6–4, 6–4, 6–3 |
| 2.     | 1980 | ATP Cleveland, Cleveland        | Cemento     | Gene Mayer    | Fred McNair Sashi Menon        | 6–4, 6-2           |
| 3.     | 1980 | Tokyo Indoor, Tokyo             | Sintetico   | Hank Pfister  | Marty Riessen Sherwood Stewart | 6–3, 3–6, 7–6      |
| 4.     | 1981 | Tokyo Indoor, Tokyo (2)         | Sintetico   | Hank Pfister  | Heinz Günthardt Balázs Taróczy | 6–4, 6–2           |
| 5.     | 1982 | Monterrey Grand Prix, Monterrey | Sintetico   | Hank Pfister  | Tracy Delatte Mel Purcell      | 6–3, 6–7, 6–3      |
| 6.     | 1982 | ATP Cleveland, Cleveland (2)    | Cemento     | Hank Pfister  | Matt Mitchell Craig Wittus     | 6–4, 7–6           |
| 7.     | 1983 | Cincinnati Masters, Cincinnati  | Cemento     | Tim Gullikson | Carlos Kirmayr Cássio Motta    | 6–4, 6–3           |